# Communauté de communes du canton de Breteuil-sur-Iton
La Communauté de communes du canton de Breteuil-sur-Iton est une ancienne communauté de communes française, située dans le département de l'Eure et dans la région Normandie.

## Histoire
Supplantée le 1er janvier 2017 par la communauté de communes Interco Normandie Sud Eure.

## Composition
Elle regroupait 14 communes :
| Commune                      | Population 1999 | Code postal | Code INSEE |
| ---------------------------- | --------------- | ----------- | ---------- |
| Les Baux-de-Breteuil         | 578             | 27160       | 27043      |
| Bémécourt                    | 456             | 27160       | 27054      |
| Breteuil                     | 3 473           | 27160       | 27112      |
| Le Chesne                    | 411             | 27160       | 27157      |
| Cintray                      | 361             | 27160       | 27159      |
| Condé-sur-Iton               | 755             | 27160       | 27166      |
| Dame-Marie                   | 89              | 27160       | 27195      |
| Francheville                 | 1 151           | 27160       | 27265      |
| Guernanville                 | 85              | 27160       | 27303      |
| La Guéroulde                 | 622             | 27160       | 27305      |
| Saint-Denis-du-Béhélan       | 145             | 27160       | 27532      |
| Saint-Nicolas-d'Attez        | 124             | 27160       | 27573      |
| Saint-Ouen-d'Attez           | 224             | 27160       | 27578      |
| Sainte-Marguerite-de-l'Autel | 384             | 27160       | 27565      |